# Arcidiecéze olomoucká
Arcidiecéze olomoucká (latinsky Archidioecesis Olomucensis) je římskokatolická arcidiecéze na území východní, střední a severní Moravy se sídlem v Olomouci, jejíž správu provádí Arcibiskupství olomoucké – arcidiecéze se nachází na území celého Zlínského kraje a částí krajů Olomouckého (okresy Olomouc, Prostějov, Přerov a Šumperk), Jihomoravského (severovýchod okresů Blansko, Hodonín a Vyškov) a Pardubického (východní části okresů Ústí nad Orlicí a Svitavy).
Olomoucké biskupství se považuje za nástupce moravsko-panonského arcibiskupství. Neví se přesně, kdy vzniklo, ale bylo „obnoveno“ v roce 1063 v návaznosti na starší tradici moravských biskupů. V roce 1777 bylo, v souvislosti se vznikem biskupství brněnského, povýšeno na arcibiskupství. Od té doby je olomoucký arcibiskup je také metropolitou moravským, který stojí v čele moravské církevní provincie.
Od 9. února 2024 je arcibiskupem Josef Nuzík, od 13. dubna 2024 je generálním vikářem Ladislav Švirák. Pomocným biskupem je od 5. července 2017 Antonín Basler. Emeritním pomocným biskupem je Josef Hrdlička.

## Historie

### Velká Morava
Dle tradice olomoucký biskupský stolec svým obnovením roku 1063 navázal na moravsko-panonskou církevní provincii, tedy na arcibiskupský stolec svatého Metoděje, existující v letech 880–885. Metodějovým nástupcem byl biskup Wiching, který roku 890 z Velké Moravy odešel. Otázka osobnosti Gorazda a možnosti, že taktéž zastával biskupský úřad, se mnoha badatelům jeví jako nepravděpodobná. V roce 898 či 900 přichází z Říma na Velkou Moravu poselstvo, jehož členy jsou arcibiskup a dva biskupové. Kde sídlili, však není známo.
V roce 976 je zmíněn olomoucký biskup, který společně s Dětmarem navštívil mohučského metropolitu. Prameny 15. století také zmiňují olomouckého biskupa Silvestra a Jana (Granum catalogi praesulum Moraviae).

### Obnovené biskupství
Olomoucká diecéze vznikla roku 1063 se svolením pražského biskupa Šebíře vydělením z pražské diecéze a zahrnovala území celého Moravského markrabství. Prvním bezpečně doloženým biskupem olomouckým je Jan I. (Břevnovský) (německy Johann I. von Brenau, biskupem 1063–1085). Nejvýznamnějším postavou následujícího období byl Jindřich Zdík (1126–1150), který za podpory českých knížat vůči moravským údělným Přemyslovcům zajistil olomoucké diecézi materiální a právní (imunita) zabezpečení a tím i její významné církevní a politické postavení. Zdík přenesl sídlo biskupství k nově vysvěcenému chrámu sv. Václava, při kterém zřídil kapitulu a románský biskupský palác. Po povýšení pražské diecéze na arcidiecézi 1344 jí byla olomoucká diecéze podřízena, společně s nově založenou diecézí litomyšlskou. Olomouckými biskupy tehdy byly významné osobnosti z okruhu Karla IV., Jan Očko z Vlašimi a Jan ze Středy.

### Arcibiskupství
Zásadní změna nastala reformami v roce 1777, kdy byla olomoucká diecéze povýšena na arcidiecézi spravující moravskou církevní provincii a podřízena jí byla nově založená diecéze brněnská. Roku 1977 bylo k arcidiecézi připojeno území Apoštolské administratury českotěšínské, která dočasně spravovala ty části vratislavské arcidiecéze, které se po roce 1945 nalézaly v Československu (Jesenicko a československá část Těšínského Slezska), naopak pod správu Vratislavi bylo převedeno Hlubčicko. K další úpravě členění moravské provincie došlo v roce 1996, kdy byla ze severovýchodní části olomoucké arcidiecéze vydělena diecéze ostravsko-opavská.
V průběhu dějin nabyli olomoučtí biskupové značného majetku. Z dnešního pohledu se může zdát překvapivým, že jim patřily dokonce například i Vítkovické a čeladenské železárny. Významnou součástí panství olomouckých (arci)biskupů byla Kroměříž, kde měli letní sídlo a dlouhou dobu též centrum správy arcibiskupských statků.

## Letní sídlo vKroměříži
Olomoučtí biskupové pro potřebu svou a za reprezentativním účelem v Kroměříži vybudovali nejprve hrad, který byl později renesančně a barokně přestavěn (dnešní Arcibiskupský zámek) a dvě zahrady (parky), Květnou a k zámku přiléhající Podzámeckou zahradu. Květná zahrada (pův. Libosad) s barokní rotundou (rondelem) s umělými grottami a výjevy z antické mytologie. V rondelu, stejně jako ve zbytku zahrady, byla nainstalována důmyslná soustava vodotrysků. Barokní zákaz zobrazování pohanských božstev porušují kromě maleb uvnitř rotundy i sochy umístěné v zahradě, a to jak volně, tak ve 244 metrů dlouhé kolonádě, nejdelší v Česku. V zámku je galerie, v níž jsou zastoupeni evropští mistři (Anthonis van Dyck, Cranach aj.), nejdražším obrazem galerie byl Tizianův obraz Apollon trestá Marsya, údajně druhý nejdražší obraz v ČR, významná numismatická sbírka a jeden z nejcennějších světových historických knižních fondů. V Kroměříži byla též biskupská sýpka, mincovna a arcibiskupské vinné sklepy. Vinné sklepy fungují dodnes, v biskupské mincovně sídlí od její rekonstrukce v roce 1998 muzeum mincovnictví na Moravě.

## Současnost
Sídlem úřadů arcibiskupství olomouckého je Arcibiskupský palác v Olomouci (od roku 2011 také přístupný veřejnosti jako prohlídkový objekt) a Arcibiskupská kurie na Biskupském náměstí. V Olomouci sídlí také Arcidiecézní muzeum Olomoucké arcidiecéze, jež shromažďuje především liturgické předměty.
Stejně jako Svatý stolec vydává Acta Apostolicae Sedis, vydává i arcibiskupství pro vnitřní potřebu jako svůj „Úřední věstník“ Acta Curiae Archiepiscopalis Olomoucensis (zkráceně ACO, hovorově „Akta“). Vychází zpravidla desetkrát do roka nebo dle potřeby a obsah tvoří mj. oficiální vyjádření arcibiskupa, směrnice, rozhodnutí, dokumenty kurie či informace a zprávy pro všechny organizační složky arcibiskupství.
V roce 2018 ve 197 farnostech sídlil duchovní přímo, zbývajících 221 farností bylo spravováno excurrendo, duchovním dojíždějícím odjinud. Olomoucká arcidiecéze v roce 2018 měla 226 kněží, z nichž 205 působilo v aktivní službě. Vedle toho zde působilo 31 kněží jiných diecézí. S duchovní správou dále vypomáhalo 92 řeholních kněží, čtyři jáhni – kandidáti kněžství a 37 trvalých jáhnů. V arcidiecézi působilo v roce 2018 celkem 29 řeholních řádů a institutů: 15 mužských a 14 ženských.

### Investice u Arca Capital
Na jaře 2020 investovalo arcibiskupství 100 milionů korun u finanční skupiny Arca Capital. V květnu 2021 však soud vyhlásil úpadek této firmy. Jde o největší krach od 90. let 20. století – závazky skupiny Arca dosahují asi 19 miliard korun. Arcibiskupství přitom nepatří mezi zajištěné věřitele. Člověka, který s nápadem investovat peníze do Arcy přišel, už arcidiecéze propustila, uvedl její mluvčí Jiří Gračka.

## Symboly
Znak zobrazující šest stříbrných obrácených hrotů ve dvou řadách na červeném poli pochází z 13. století z období biskupa Bruna ze Schauenburgu. Od roku 1588 do roku 1924 byl používán rozčtvrcený znak, ve kterém přibyly dvě orlice. V roce 1924 orlice byly nahrazeny českým lvem se slovenským znakem na prsou. Od roku 1996 se opět používá původní znak s šesti hroty.

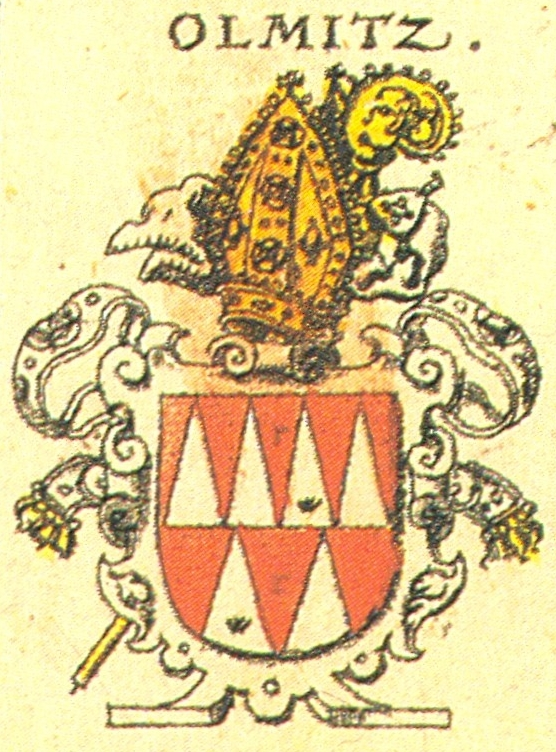
13. století –1588
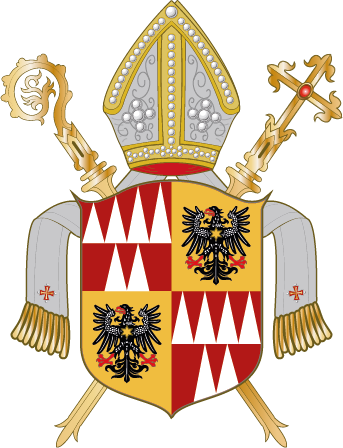
1588–1924
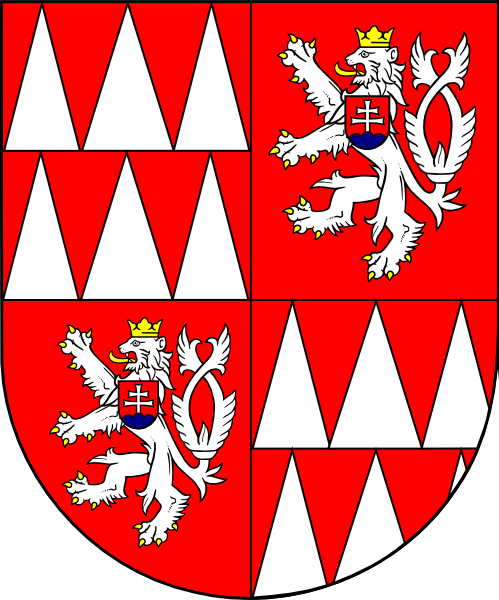
1924–1978
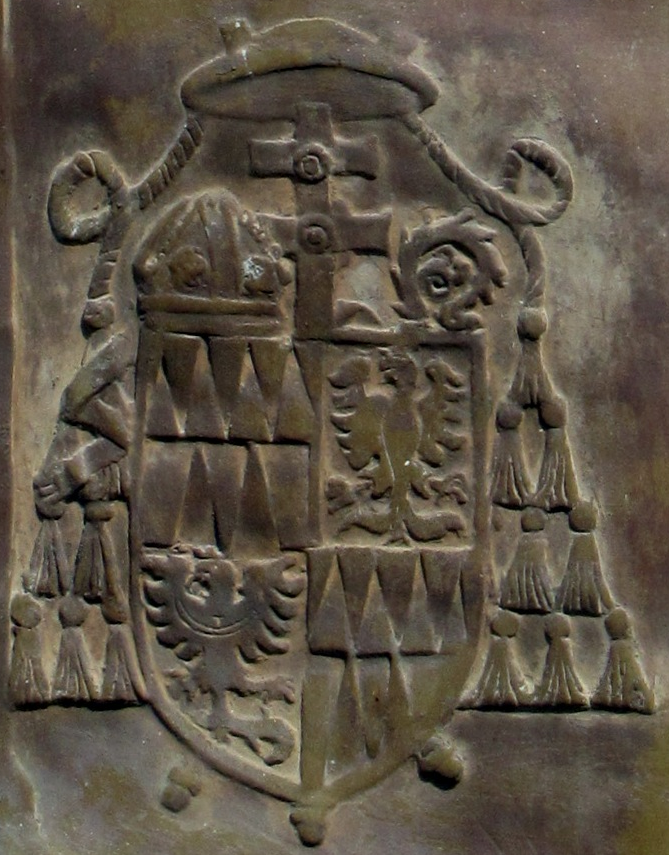
1990–1996
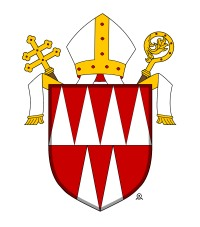
1996–

## Přehled duchovních úkonů
| úkony                 | 2015   | 2016   |
| --------------------- | ------ | ------ |
| Křty                  | 4 634  | 4 689  |
| Biřmování             | 959    | 1 057  |
| První svaté přijímání | 2 401  | 2 502  |
| Sňatky                | 1 284  | 1 369  |
| Pomazání nemocných    | 23 643 | 24 107 |
| Pohřby                | 5 138  | 4 880  |

### Statistiky
V roce 2019 bylo v arcidiecézi 737 300 pokřtěných osob z celkového počtu 1 359 847 obyvatel, což představuje 54,2 %.
| rok  | populace  | populace  | populace | kněží  | kněží    | kněží   | kněží      | trvalí jáhnové | řeholníci | řeholníci | farnosti |
| rok  | pokřtění  | celkem    | %        | celkem | diecézní | řeholní | počet křtů | trvalí jáhnové | muži      | ženy      | farnosti |
| ---- | --------- | --------- | -------- | ------ | -------- | ------- | ---------- | -------------- | --------- | --------- | -------- |
| 1949 | 1.504.156 | 1.726.538 | 87,1     | 1.202  | 1.073    | 129     |            |                | 335       | 2.303     | 701      |
| 1970 | ?         | ?         | ?        | 629    | 629      |         |            |                |           | 1.489     | 650      |
| 1980 | 1.740.000 | 2.165.000 | 80,4     | 659    | 548      | 111     |            |                | 111       | 1.825     | 731      |
| 1990 | 1.761.697 | 2.793.798 | 63,1     | 550    | 394      | 156     |            |                | 156       | 807       | 731      |
| 1999 | 750.000   | 1.410.000 | 53,2     | 351    | 233      | 118     |            | 27             | 165       | 361       | 437      |
| 2000 | 750.000   | 1.410.000 | 53,2     | 347    | 230      | 117     |            | 27             | 155       | 357       | 437      |
| 2001 | 750.000   | 1.410.000 | 53,2     | 348    | 227      | 121     |            | 27             | 155       | 423       | 437      |
| 2002 | 750.000   | 1.410.000 | 53,2     | 359    | 237      | 122     |            | 26             | 161       | 396       | 437      |
| 2003 | 750.000   | 1.410.000 | 53,2     | 366    | 245      | 121     |            | 26             | 157       | 385       | 437      |
| 2004 | 732.000   | 1.376.000 | 53,2     | 364    | 246      | 118     |            | 30             | 155       | 382       | 437      |
| 2013 | 745.200   | 1.407.000 | 53,0     | 351    | 248      | 103     |            | 33             | 125       | 253       | 418      |
| 2016 | 746.900   | 1.410.000 | 53,0     | 343    | 246      | 97      | 4.689      | 33             | 117       | 209       | 418      |
| 2019 | 737.300   | 1.359.847 | 54,2     | 333    | 240      | 93      |            | 36             | 108       | 178       | 418      |

## Fotogalerie

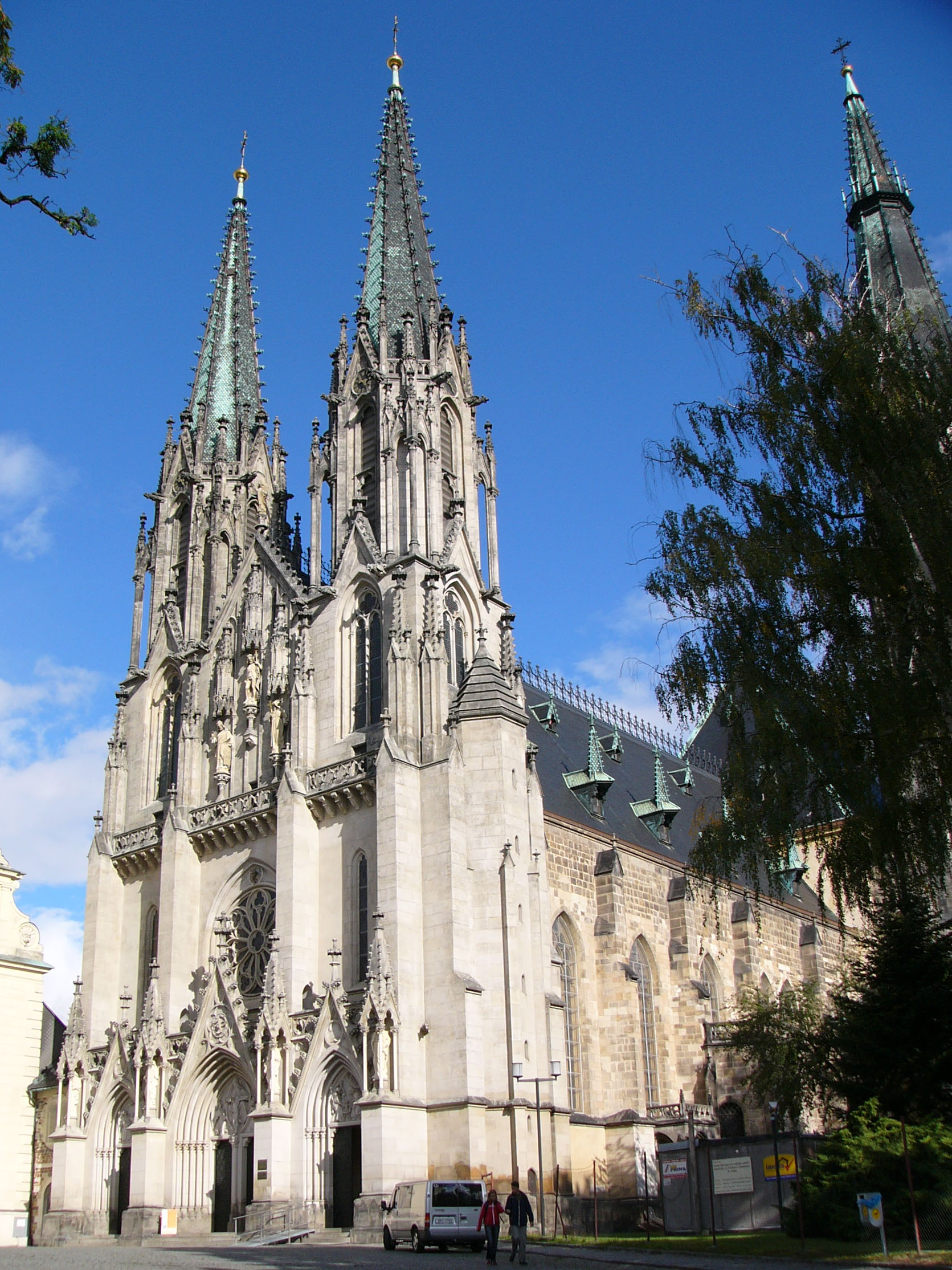
Katedrála svatého Václava
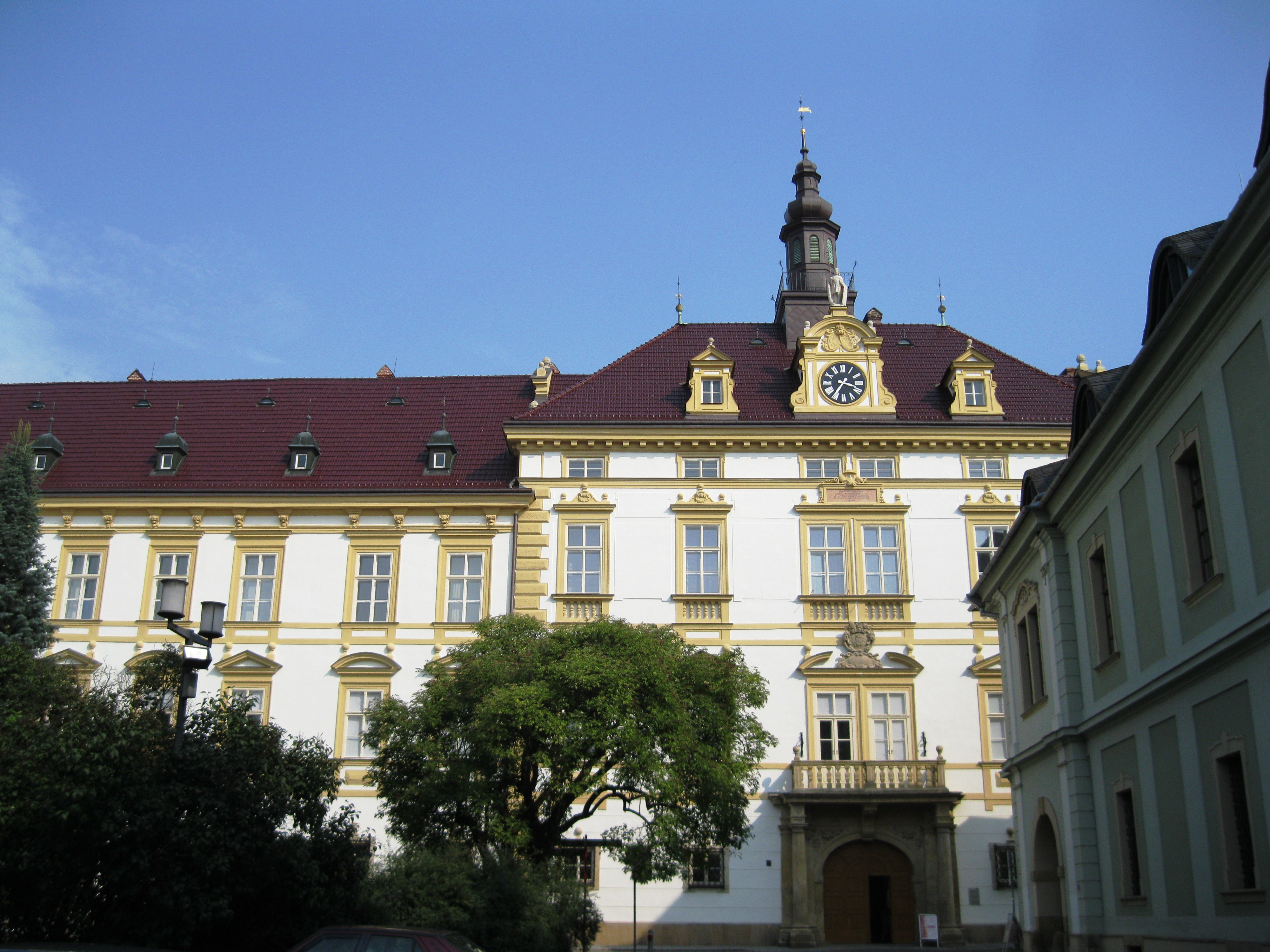
Arcibiskupství olomoucké sídlí v arcibiskupském paláci ve Wurmově ulici
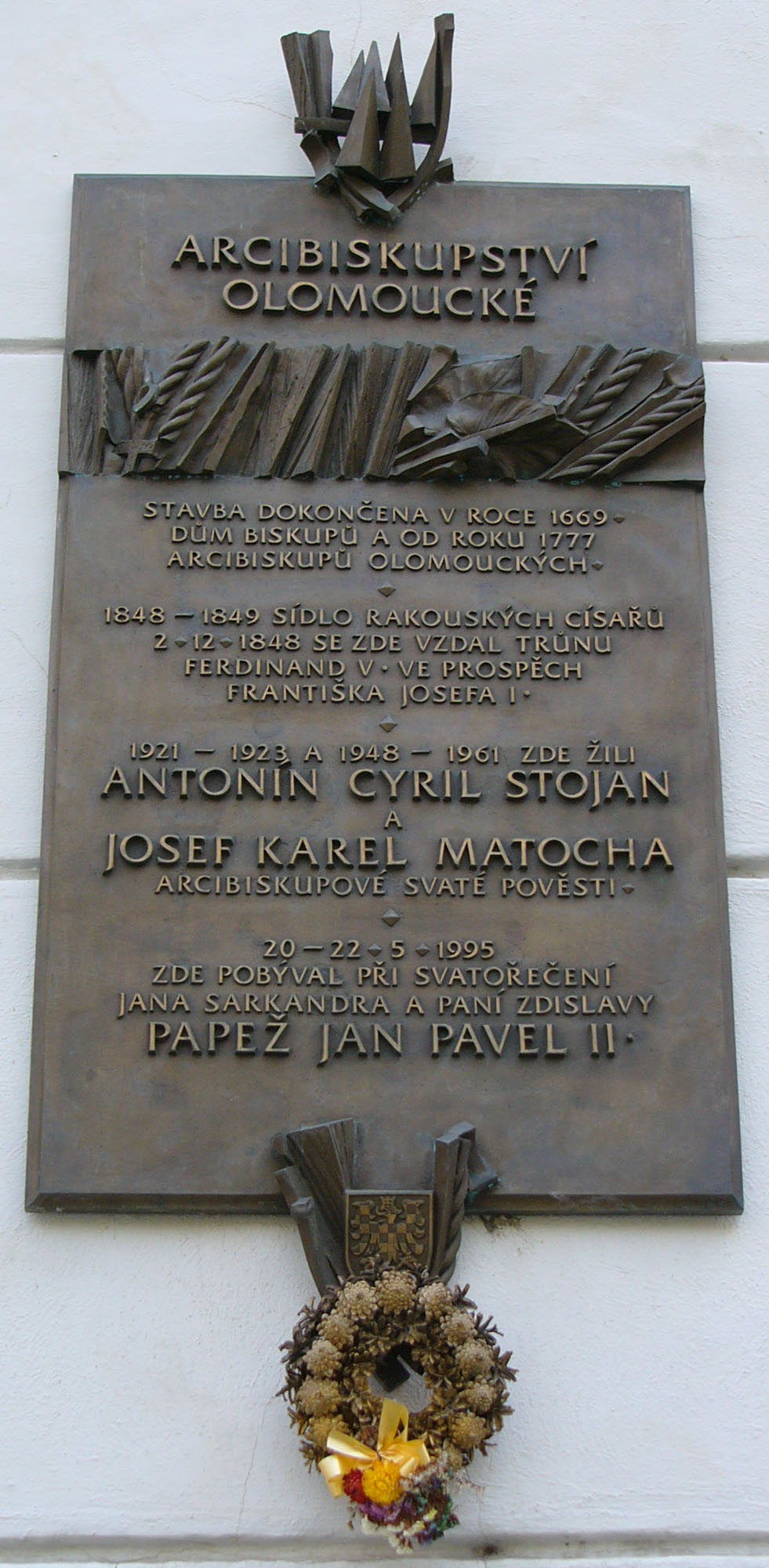
Pamětní deska od Otmara Olivy na budově olomouckého arcibiskupství věnovaná Antonínu Cyrilu Stojanovi, Josefu Karlu Matochovi a návštěvě Jana Pavla II.
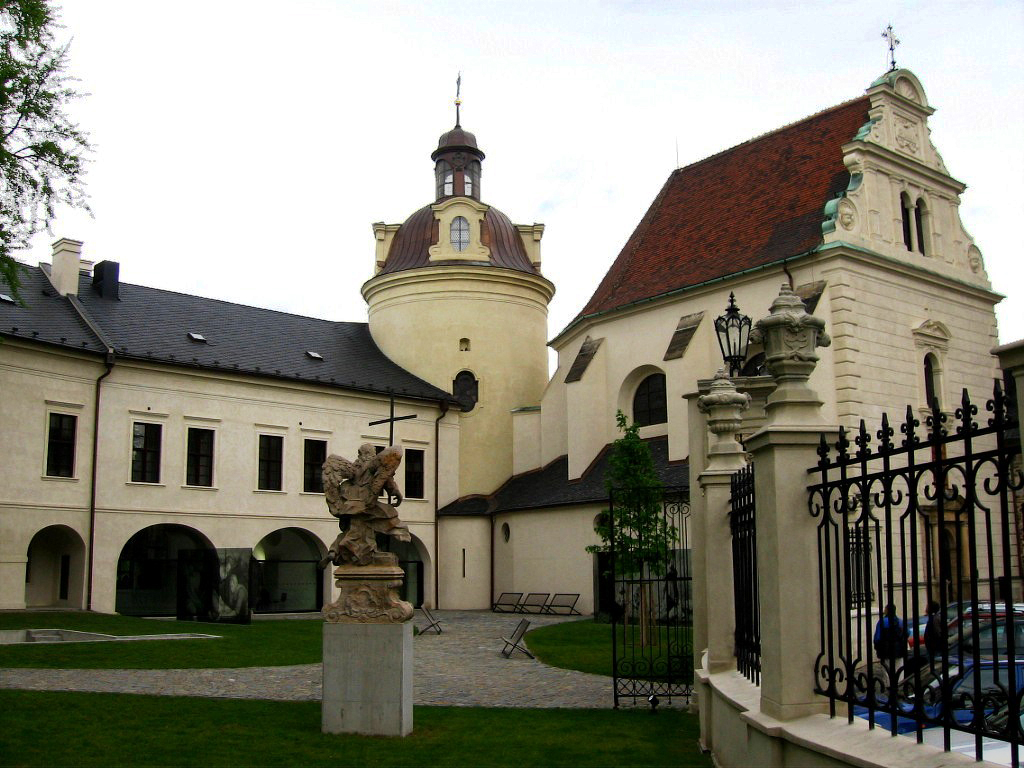
Nádvoří Kapitulního děkanství
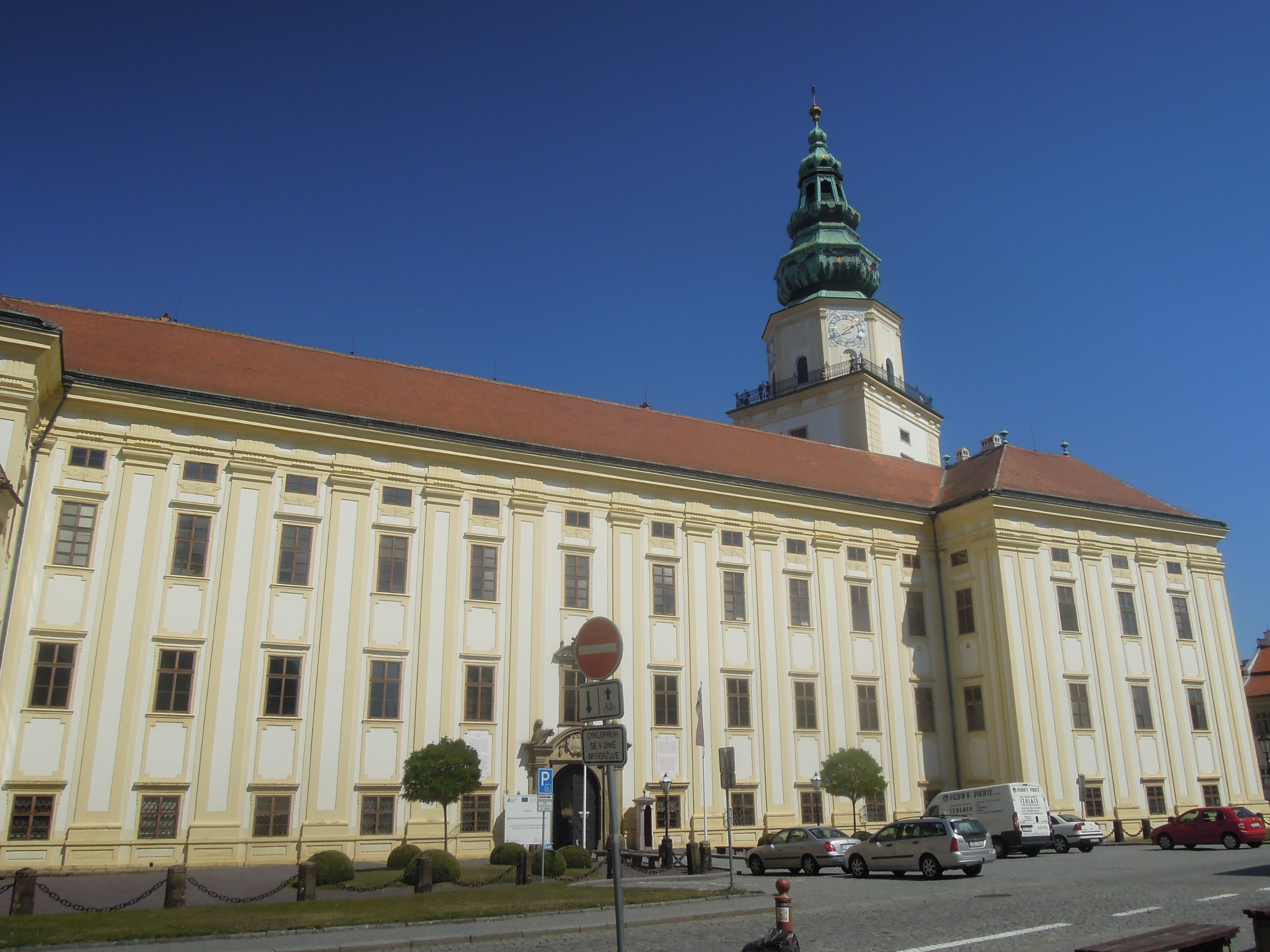
Arcibiskupský zámek v Kroměříži
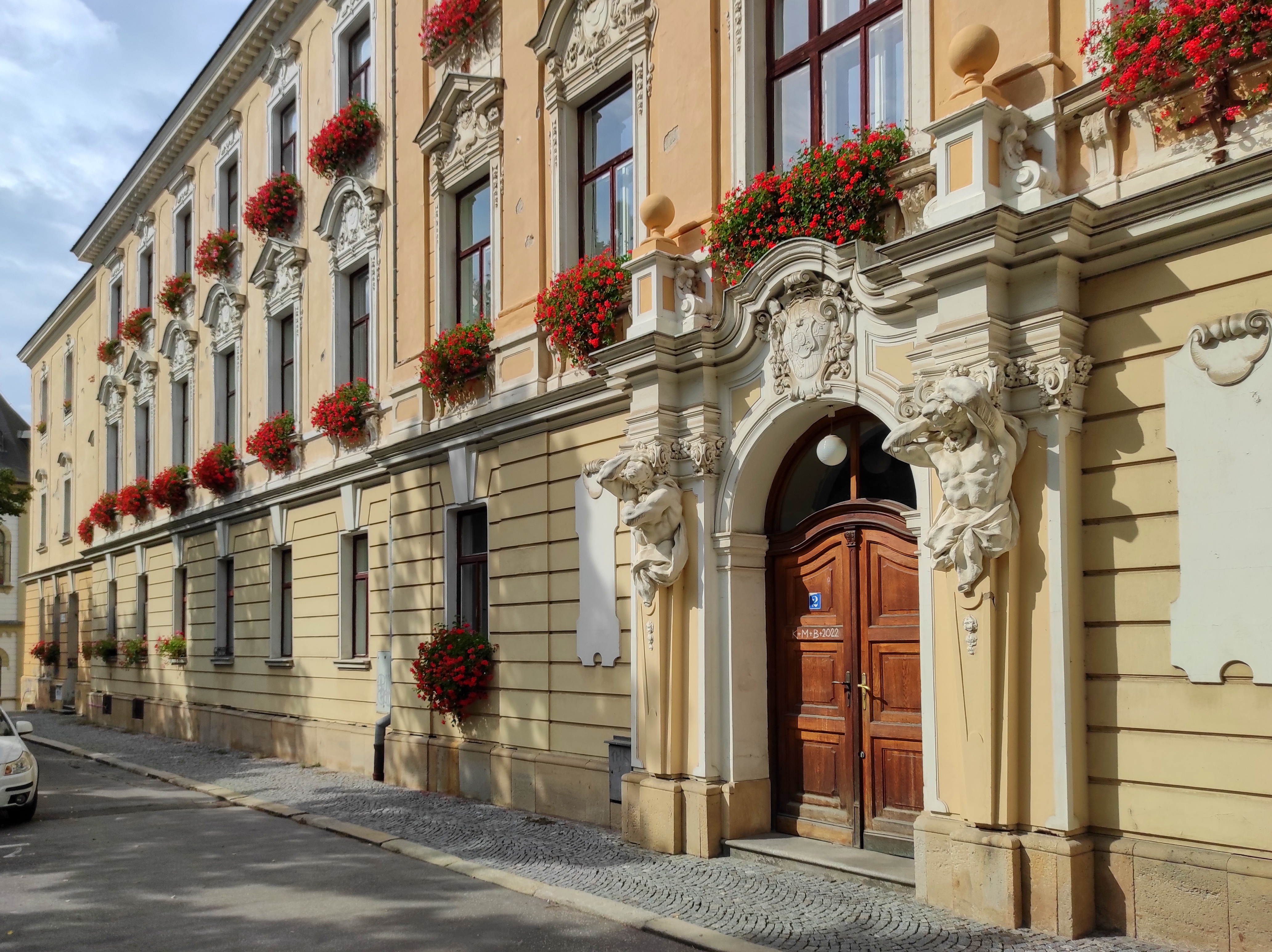
Arcibiskupská kurie v Olomouci